# Elżbieta Malcz-Klewin
Elżbieta Malcz również znana jako Elżbieta Malcz-Klewin, Elżbieta (lub Elzbieta) Temple (ur. 8 lipca 1909 w Olszowie, zm. 5 lutego 1988 w Eynsham w Wielkiej Brytanii) – absolwentka warszawskiej Akademii Sztuk Pięknych, malarka, historyczka sztuki i brytyjska mediewistka.
Jako Elżbieta Malcz-Klewin autorka sgraffita na budynku mieszkalnym przy ul. Madalińskiego 80 w Warszawie z 1935, jako Elzbieta Temple autorka publikacji naukowej Anglo-Saxon Manuscripts, 900-1066 (A Survey of Manuscripts Illuminated in the British Isles) wydanej w 1976.

## Rodzina
Urodziła się 8 lipca 1909 w Olszowie. Była córką Bolesława Malcza (1 marca 1873 – 12 czerwca 1927), ziemianina i działacza społecznego oraz Leonii Zofii Wandy z d. Moszyńskiej (1 grudnia 1884 – 7 sierpnia 1964). Miała dwóch braci Stanisława (5 sierpnia 1907) i Zbigniewa (21 października 1910 –1991).

## Okres polski
Dzieciństwo i młodość spędziła w majątku swego ojca we wsi Olszowa, powiecie Tomaszów Mazowiecki. Z tego okresu zachowało się wiele jej fotografii.
Podstawowe wykształcenie odebrała od guwernantek, szkołę średnią – gimnazjum humanistyczne sióstr Niepokalanek w Nowym Sączu, ukończyła w 1927. Po ukończeniu gimnazjum, zdała egzamin i została przyjęta do Akademii Sztuk Pięknych w Krakowie. Nie rozpoczęła jednak studiów, gdyż z powodów zdrowotnych wyjechała do Zakopanego. Mogło to mieć też związek ze śmiercią jej ojca w czerwcu tegoż roku.
Po powrocie z Zakopanego znalazła się w Warszawie gdzie mieszkała przy ul. Filtrowej 33. W 1931 r. cztery lata po śmierci jej ojca – Bolesława Malcza, również jej matka i bracia zmuszeni byli sprzedać i opuścić zadłużony majątek Olszowa i znaleźli się w Warszawie.
 W roku szkolnym 1928/29 studiowała rysunek w Szkole Malarstwa i Rysunku im. K. Krzyżanowskiego przy ul. Poznańskiej w Warszawie. W 1929 została przyjęta do Szkoły Sztuk Pięknych (później ASP) w Warszawie na wydział malarstwa. W 1934 studiowała w pracowni prof. Felicjana Szczęsnego Kowarskiego, ale na kolejny V semestr przeniosła się do pracowni malarstwa dekoracyjnego prof. Leonarda Pękalskiego.
10 czerwca 1930 poślubiła Jana Kazimierza Klewina (8 grudnia 1906 – 8 stycznia 1999), ówczesnego studenta wydziału architektury Politechniki Warszawskiej (studia ukończył w 1937), po wojnie architekta warszawskiego. Odtąd używała podwójnego nazwiska Elżbieta Malcz-Klewin. W 1937 ukończyła ASP i planowała wyjazd naukowy do Francji i Włoch, który jednak nie doszedł do skutku. W archiwum ASP zachowały się jeszcze jej dwie prace pochodzące z czasów studiów.
Z osobą Jana Klewina wiąże się historia wykonanej przez nią pracy z ok. 1935 r. – sgraffita na budynku mieszkalnym przy ul. Madalińskiego 80 w Warszawie. Dom ten należał do Ludwika Klewina (ojca Jana) i Włodzimierza Karola Horodyńskiego. Elżbieta mieszkała tam z mężem aż do wybuchu wojny. Praca przedstawia ludzi zbierających plony. Jej autorstwo potwierdziła Jadwiga Klewin, druga żona Jana Klewina. Praca została odrestaurowana w 2014.

## Okres brytyjski
Tuż po wybuchu II wojny światowej opuściła Warszawę wraz z matką i wyemigrowała przez Szwecję do Wielkiej Brytanii. Jej bracia również tam dotarli przez Francję, gdzie Zbigniew wstąpił w Coetquidan do Polskich Sił Zbrojnych. Jej mąż Jan Klewin pozostał w Polsce. Jesienią 1942 w Manchesterze zawarła kolejny związek małżeński z Włodzimierzem Antonim Horodyńskim (1918 – 16 marca 1993 w Londynie), którego znała jeszcze z Polski (był synem współwłaściciela domu przy ul. Madalińskiego 80). Małżeństwo to nie przetrwało. Jej ostatnim partnerem życiowym był przedsiębiorca motocyklowy i samochodowy Richard (Dick) Temple. Mieszkali w Newland House w Eynsham. Mieszkała tam również matka Elżbiety. Choć nie zawarli związku małżeńskiego Elżbieta używała nazwiska Temple w swych publikacjach. Niestety Dick zginął w wypadku samochodowym.
W 1966 uzyskała licencjat z nauk humanistycznych (B.A.) w Courtauld Institute of Art w Londynie. W 1972 na Uniwersytecie Londyńskim uzyskała doktorat w zakresie historii sztuki, którego promotorem był Christopher Hohler. Jej praca doktorska poświęcona była średniowiecznemu rękopisowi nr MS.Douce 293 z kolekcji Bodleian Library Uniwersytetu Oksfordzkiego, gdzie ponad 20 lat prowadziła badania w Duke Humphrey’s Library. Była tam zatrudniona od marca 1977 do września 1980. Wydała, już jako Elżbieta Temple, dwie publikacje książkowe dotyczące średniowiecznych rękopisów iluminowanych oraz szereg publikacji w czasopismach naukowych. Wydana w 1976 Anglo-Saxon Manuscripts, 900-1066 (A Survey of Manuscripts Illuminated in the British Isles) jest uważana do dziś za materiał źródłowy i jest wielokrotnie cytowana. Oprócz walorów akademickich Elżbiety Temple, takich jak, pracowitość i wytrwałość, została zapamiętana jako osoba pełna humoru i zawsze elegancko ubrana, zwykle widywana w towarzystwie czarnych labradorów, które uwielbiała.
Elżbieta Temple zmarła 5 lutego 1988 i spoczywa razem z matką w grobie na cmentarzu kościoła St. Peter’s Catholic Church w Eynsham w Wielkiej Brytanii.

## Publikacje książkowe
- Elżbieta Temple: Anglo-Saxon Manuscripts, 900-1066. Londyn: Harvey Miller, 1976, s. 519. ISBN 0-85602-016-8.
- Jonathan J.G. Alexander, Elżbieta Temple: Illuminated Manuscripts in the Oxford College Libraries, the University Archives and the Taylor Institution. Oksford: Clarendon, 1985. ISBN 978-0-19-817381-6. Brak numerów stron w książce